# Менси
Менси́ (фр. Mennessis) — коммуна во Франции, находится в регионе Пикардия. Департамент коммуны — Эна. Входит в состав кантона Тернье. Округ коммуны — Лан.
Код INSEE коммуны — 02474.

## Население
Население коммуны на 2010 год составляло 419 человек.
| 1962 | 1968 | 1975 | 1982 | 1990 | 1999 | 2010 |
| ---- | ---- | ---- | ---- | ---- | ---- | ---- |
| 361  | 403  | 344  | 381  | 372  | 346  | 419  |

## Экономика
В 2010 году среди 265 человек трудоспособного возраста (15—64 лет) 169 были экономически активными, 96 — неактивными (показатель активности — 63,8 %, в 1999 году было 63,6 %). Из 169 активных жителей работали 160 человек (95 мужчин и 65 женщин), безработных было 9 (3 мужчин и 6 женщин). Среди 96 неактивных 28 человек были учениками или студентами, 31 — пенсионерами, 37 были неактивными по другим причинам.